# Demonatte
Demonatte (in greco antico: Δημώναξ?, Demónax; Cipro, 70 – Atene, 170) è stato un filosofo greco antico cinico del II secolo d.C., ricordato per la sua vita austera.

## Fonti
L'unica fonte a nostra disposizione sulla vita di Demonatte è la biografia (Δημώνακτος Βίος) scritta da Luciano di Samosata attorno al 170 d.C.. Demonatte non è infatti menzionato da nessun alcun altro scrittore del II secolo d.C.; è ricordato soltanto da Eunapio, uno storico del IV secolo, il quale a sua volta cita tuttavia la biografia di Luciano. Luciano si espresse su Demonatte in termini molto lusinghieri che contrastano in modo evidente con i giudizi sprezzanti sui cinici in generale o su Agatobulo e Peregrino Proteo, filosofi cinici detestati da Luciano. Il sospetto che Demonatte non fosse mai esistito e che fosse stato creato da Luciano per polemica anticinica è falsificato dal fatto che sono stati tramandati comunque, in antologie compilate da retori dei secoli successivi, detti attribuiti a Demonatte che non si trovano nel lavoro di Luciano.

## Biografia
Demonatte nacque a Cipro attorno al 70 d.C. in una famiglia "non oscura per dignità civile e per ricchezza". L'amore per la filosofia lo spinse a divenire un filosofo; fu allievo di alcuni fra i migliori filosofi del suo tempo, fra cui Agatobulo, Demetrio il cinico ed Epitteto. Si trasferì ad Atene, dove sembra che inizialmente fosse guardato con ostilità dai cittadini ateniesi per il suo apparente agnosticismo; ma alla fine ottenne il loro rispetto per il suo carattere risoluto. Commentava Luciano:
(Lucianus, Vita di Demonatte, 3; traduzione di Luigi Settembrini)
Viene descritto da Luciano come un uomo equilibrato, nemico dei contrasti, capace di risolvere contrasti familiari e riportare l'armonia tra marito e moglie o tra fratelli dopo un litigio. Luciano paragonava Demonatte a Socrate e a Diogene, i filosofi peraltro maggiormente ammirati dallo stesso Demonatte, il quale tuttavia aggiungeva di amare Aristippo.
Sarebbe morto centenario per aver rinunciato volontariamente a nutrirsi quando sentì di non poter più essere autosufficiente. Avrebbe voluto rifiutare la sepoltura perché il suo corpo fosse utilizzato da vermi e uccelli, ma gli ateniesi disattesero a questi propositi e gli fecero un sontuoso funerale.

## Riconoscimenti
A Demonatte è stato intitolato un cratere lunare.